# Maki Tabata
Maki Tabata (jap. 田畑 真紀 Tabata Maki; ur. 9 listopada 1974 w Mukawa na Hokkaido) – japońska łyżwiarka szybka, wicemistrzyni olimpijska i wielokrotna medalistka mistrzostw świata.

## Kariera
Pierwszy sukces w karierze Maki Tabata osiągnęła w 1993 roku, kiedy zdobyła brązowy medal w wieloboju podczas mistrzostw świata juniorów w Baselga di Pinè. Rok później wystąpiła w biegu na 1500 m podczas igrzysk olimpijskich w Lillehammer, kończąc rywalizację na szesnastej pozycji. Pierwszy medal wśród seniorek zdobyła podczas wielobojowych mistrzostw świata w Milwaukee w 2000 roku, gdzie zajęła trzecie miejsce. W zawodach tych wyprzedziły ją jedynie dwie Niemki: Claudia Pechstein i Gunda Niemann-Stirnemann. W tym samym roku zdobyła też brązowy medal w biegu na 3000 m na dystansowych mistrzostwach świata w Nagano. Na rozgrywanych rok później dystansowych mistrzostwach świata w Salt Lake City zdobyła srebro w biegu na 1500 m i brąz na dystansie 5000 m. W 2002 roku wzięła udział w igrzyskach olimpijskich w Salt Lake City, gdzie jej najlepszym wynikiem było szóste miejsce na 3000 m. Podczas zimowych igrzysk azjatyckich w Aomori w 2003 roku zwyciężała  biegach na 1500 i 3000 m. Na krótszym z tych dystansów była też druga za Anni Friesinger podczas dystansowych mistrzostw świata w Berlinie. Na dystansowych MŚ w Inzell w 2005 roku i rozgrywanych cztery lata później mistrzostwach świata w Richmond wspólnie z koleżankami z reprezentacji zajmowała trzecie miejsce w biegu drużynowym. Ostatni sukces osiągnęła na igrzyskach olimpijskich w Vancouver w 2010 roku, razem z Nao Kodairą i Masako Hozumi zdobyła srebrny medal w biegu drużynowym. W swoim jedynym występie indywidualnym była dziewiętnasta w biegu na 1500 m. Brała również udział w igrzyskach w Soczi w 2014 roku, zajmując czwarte miejsce w drużynie i 25. miejsce na dystansie 1500 m. Kilkakrotnie stawała na podium zawodów Pucharu Świata, odnosząc jedno zwycięstwo drużynowe. Najlepsze rezultaty osiągała w sezonie 2001/2002, kiedy była trzecia w klasyfikacji końcowej 3000/5000 m.